# Караваджисти
Караваджистите са стилистически последователи на италианския художник от 16 век Микеланджело да Караваджо. Неговото влияние върху новия бароков стил, от който ще се появи Маниеризмът, е изключително. Караваджо никога не създава свое собствено студио, както правят повечето художници, и поради тази причина няма собствена школа, която да разпространява техниките му. Освен това той не излага философския си подход към изкуството, а за психологическия му реализъм се съди от оцелелите му творби. Но влиянието му може да се види пряко или непряко в творбите на Рубенс, Хосе де Рибера, Джовани Лоренцо Бернини и Рембранд. Въпреки че е изключително популярен приживе, Караваджо е забравен почти веднага след смъртта си. Много от картините му са приписвани на негови последователи, като например „Залавянето на Христос“, която е считана за творба на Герит ван Хонтхорст до 1990 г. Едва през 20 век неговото значение за развитието на западното изкуство е преоткрито. През 20-те години на 20 век Роберто Лонги още веднъж го поставя в европейската традиция: „Рибера, Вермеер, Ла Тур и Рембранд никога не биха съществували без него. А изкуството на Дьолакроа, Курбе и Мане би било напълно различно.“ Влиятелният специалист по история на изкуствата Бернард Беренсън казва: „С изключение на Микеланджело нито един друг италиански художник не е оказал толкова голямо влияние“.

## Италия

### Рим
Във върха на популярността си в Рим през 1590-те г. и началото на 17 век новият драматичен стил на Караваджо повлиява на много от връстниците му. Сред първите караваджисти са Марио Минити, Джовани Бальоне (макар че караваджисткият му период е кратък), Леонело Спада и Орацио Джентилески. Част от следващото поколение караваджисти са Карло Сарачени, Бартоломео Манфреди и Орацио Борджани. Джентилески, въпреки че е значително по-възрастен, е единственият от изброените, който живее след 1620 г. и приключва живота си като придворен художник на Чарлз I. Неговата дъщеря Артемизия Джентилески също е близка до Караваджо и е една от най-надарените от членове на движението. Въпреки това в Рим и Италия триумфира не Караваджо, а Анибале Карачи, смесвайки елементи от Зрелия ренесанс и Ломбардския реализъм.
- Орацио Борджани, Светото семейство със Св. Елисавета, младия Йоан Кръстител и ангел (1600 - 09), Националла галерия за старинно изкуство (Рим)
- Артемизия Джентилески, Автопортрет като свирачка на лютня (1615 – 1617), Худ. музей „Уотуърт“ (Хартфорд, Кънектикът)
- Марио Минити, Мъченичеството на св. Лукия (17 век), Музей на Палацо Беломо (Сиракуза)
- Карло Сарачени, Мадоната и Младенеца със Св. Анна и ангел (1608)

### Неапол
През май 1606 g., след убийството на Ранучо Томацони, Караваджо бяга в Неапол заради грозящата го смъртна присъда. Докато е там той завършва поръчки от няколко големи поръчки, от които две са на големи картини – „Богородица с броеницата“ и „Седемте милосърдни дела“. Неговите картини силно повлияват на местните творци и краткият му престой в Неапол заражда влиятелна школа неаполитански караваджисти, сред които Батистело Карачоло, Бернардо Кавалино, Карло Селито и Масимо Станционе. Караваджисткото движение в Неапол приключва с ужасен бум на чума през 1656 г., но след време Неапол става владение на Испания, a влиянието на Караваджизма вече се е разпростряло.
- Батистело Карачоло, Св. Йосиф и жената на Петефрий (1618), частна колекция
- Бернардо Кавалино, Света Катерина (ок. 1650), Музей на изкуството „Метрополитън“ (Ню Йорк)
- Карло Селито, Св. Йоан Кръстител
- Масимо Станционе, Жена в неаполитански костюм (1635), Художествен музей на Сан Франциско

## Нидерландия
Нидерландският институт по история на изкуствата съставя списък на 128 художници, определени като караваджисти.

### Утрехт
През 10-те години на 17 век католическите художници от Нидерландия като Хендрик Тербрюген, Герит ван Хонтхорст, Андрис Бот и Дирк ван Бабюрен пътуват до Рим като студенти и са силно повлияни от късните творби на Караваджо. По същото време в Рим е и Адам Елсхаймер, който вероятно също оказва значително влияние върху младите творци. При завръщането си в Утрехт тази група, известна като „Утрехтски караваджисти“, преживява кратък но влиятелен разцвет през 1620-те г. Те рисуват митологични и религиозни исторически теми, както и жанрови сцени като картоиграчи и циганки, които самият Караваджо изоставя в късните си години. 
Утрехт е най-католическият град в Съединените провинции. Населението му е около 40% католици в средата на 17 век и процентът е дори по-висок сред елитните групи, които включват много селски благородници и благородници с градски къщи там. Преди това е основният център на северната маниеристка живопис в Холандия след Харлем. Абрахам Блумарт, който е водеща фигура в това движение и е учител на Геерт ван Хонтхорст и на други художници, е възприемчив към влиянието на своите ученици. Той сменя стила си много пъти преди смъртта си през 1651 г. Художникът Матиас Стом често се свързва с Утрехтския караваджизъм. Няма доказателства, че прекарва известно време в Утрехт или учи при някой от членовете на движението. Дори не е ясно дали той е по-скоро холандец отколкото фламандец. Стилът му обикновено се счита за близък до този на ван Хонтхорст.
Краткият разцвет на караваджизма в Утрехт завършва около 1630 г. По това време големи художници или са починали, както в случая с Бабюрен и Тербрюген, или са променили стила, като преминаването на ван Хонтхорст към портретни и исторически сцени под влиянието на фламандските тенденции, свързани с Петер Паул Рубенс и неговите последователи. Те оставят наследство чрез влиянието си върху използването на светлосянката от Рембранд и „нишовите картини“ на Герит Доу (жанр, разработен от ван Хонтхорст). 
Заедно с други караваджисти от Италия и Вурден Утрехските караваджисти подготвят сцената за следващите вдъхновени от караваджисткия маниер художници като Жорж дьо Ла Тур и Ян Янсенс. Те може и да са повлияли и на фламандските караваджисти като Теодор Ромбоутс, Герард Зегерс, Ян Косиерс, Адам де Костер и Ян Янсенс, повечето от които прекарват известно време в Италия, където са повлияни от първа ръка от същите художници, повлияли на Утрехтските караваджисти.
Утрехтските караваджисти рисуват предимно исторически картини и жанрови сцени. Те скъсват с доминиращия северен маниеризъм, който преди това е в полза на Холандската република, предпочитайки завишен реализъм, заимстван от Караваджо. Техните творби се характеризират с пряко и реалистично представяне на фигурите в мощни композиции. Те предпочитат използването на светлинни ефекти, които повишават драматичното въздействие на техните композиции, изпълнени с малък брой фигури, които са изобразени в близък план. Светците в техните библейски композиции са изобразени като обикновени хора.
- Дирк ван Бабюрен, Христос с короната от тръни (1623), Музей на Манастира на Св. Катерина (Утрехт)
- Ян ван Билджерт, Концертът (1635 – 1640), частна колекция
- Герард ван Хотхорст, Весела компания (1623), Градски музей на новия замък Шлайсхайм
- Матиас Стом, Свети Йероним (1-ва пол. на 17 век), Худ. музей на Нант
- Дирк ван Бабюрен, Прометей, окован от Вулкан (1623), Държавен музей (Амстердам)
- Матиас Стом, Поклонението на пастирите (ок. 1635 – 40), Худ. музей на Северна Каролина (Роли, Северна Каролина)

## Фландрия
По време на пътуването си до Италия през 1600 г. Петер Паул Рубенс също е повлиян от високо натуралистичните картини на Караваджо. Той прави копие на „Полагането в гроба“, препоръчва на патрона си Херцогът на Мантуа да купи „Смъртта на Богородица“ (Лувър) и спомага за придобиването на „Богородица с броеницата“ (Музей на историята на изкуствата във Виена) за доминиканската църква в Антверпен. В творбите на други фламандски художници от началото 17 век също проличава влиянието на творбите на Караваджо, най-вече в картините на Адам де Косте, Теодор Ромбоутс и Герард Зегерс.
- Адам де Косте, Картоиграчи (1620-те), частна колекция „Лоурънс Стайград“ (Ню Йорк)
- Теодор Ромбоутс, Свирач на лютня (ок. 1620), Худ. музей на Филаделфия (Филаделфия)
- Петер Паул Рубенс, Свалянето от кръста (ок. 1612 - 1614), Катедрала „Св. Богородица“ (Антверпен)
- Герард Зегерс, Светото семейство (17 век), частна колекция

## Франция
Един от първите френски художници, който работи в Рим по времето на Караваджо, е Жан Льо Клерк, който учи при Карло Сарачени в началото на 17 век. Симон Вуе прекарва значително време в Италия в периода 1613 – 1627 г. Негови патрони са Барберините, Касиано дал Поцо, Паоло Джордано Орсини и Винченцо Джустиниани. Той посещава и други части на Италия като Венеция, Болоня (където семейство Карачи има собствена академия), Генуа (където в периода 1620 – 1622 г. работи за принцеса Дория) и Неапол. Той възприема много добре това, което вижда и го дестилира в картините си: драматичното осветяване при Караваджо; италианския маниеризъм, цветовете на Паоло Веронезе и квадратурата или съкратената перспектива; както и творчеството на Анибале Карачи, Гуерчино, Джовани Ланфранко и Гуидо Рени. Успехът на Вое в Рим води до избирането му за ректор на Академията „Свети Лука“ през 1624 г. Въпреки успеха си в Рим, през 1627 г. той се завръща във Франция. Новият му стил е отявлено италиански, с което той внася италианския бароков стил във Франция. Друг френски художник, влюбен в новия стил, е Валантен дьо Булон, който живее в Рим до 1620 г. и учи при Вое и по-късно при Никола Турние.
Смята се, че Жорж дьо Ла Тур пътува или до Италия, или до Нидерландия в началото на кариерата си. Неговите картини отразяват влиянието на Караваджо, но това вероятно става чрез нидерландските караваджисти. Ла Тур често е сравняван с Хендрик Тербрюген.
- Трофим Биго, Свети Йероним (1630-те), Национална галерия за старинно изкуство (Рим)
- Валантен дьо Булон, Раздаването (1630), Галерия на старите майстори (Дрезден)
- Жорж дьо Ла Тур, Гадателят (1630), Музей на изкуството „Метрополитън“ (Ню Йорк)
- Симон Вое, Гадателят (1617), Национална галерия за старинно изкуство (Рим)

## Испания
Франсиско Рибалта става един от първите последователи в Испания на тенебристкия стил. Не е ясно дали той е посетил Рим или Неапол, където стилът на Караваджо има много почитатели, въпреки че поради връзката си с Неапол Испания вероятно вече е била изложена на влиянието на караваджистите в началото на 17 век. Неговият син Хуан Рибалта, Винсенте Кастело и Хосе де Рибера са негови ученици, въпреки че е напълно възможно Рибера да е възприел тенебризма по времето, в което е живял в Италия. Стилът става много популярен в Истания и оказва изключително влияние върху барока или Златния век на испанските художници, особено на Франсиско де Сурбаран, Диего Веласкес и Бартоломе Естебан Мурильо. Дори испанският бодегон често е рисуван в подобен рязък и суров стил. Орацио Борджани подписва петиция за създаване на италианска академия по живопис в Испания и прави серия от девет картини за Манастира на Портацели (Convento de Portacoeli) във Валядолид. Джовани Батиста Крешенци е италиански художник и архитект от ранния бароков период, активен в Рим и Испания, където спомага за украсяването на Пантеона на испанските крале „Ескориал“. Той става известен като художник по време на управлението на папа Павел V, но до 1617 г. се премества в Мадрид, а от 1620 г. нататък е активен в Ел Ескориал. Филип III Испански го удостоява с титлата „Маркиз на ла Тор, рицар на Сантяго“. Неговият ученик Бартоломео Кавароци работи в Испания.
- Франсиско Рибалта, Исус и кръста (ок. 1612), Худ. музей на Валенсия
- Хосе Рибера, Четящият свети Йероним (ок. 1630), Музей „Ингрес“ (Монтобан)
- Диего Веласкес, Стара жена пържи яйца (Старата готвачка) (1618), Национална галерия на Шотландия (Единбург)
- Франсиско де Сурбаран, Свети Франциск се моли (1639), Национална галерия (Лондон)